# Zand van Raren
Het Zand van Raren is een laag in de ondergrond van Nederlands Zuid-Limburg en het omringende gebied in Duitsland en België. Het Zand van Raren is onderdeel van de Formatie van Vaals en stamt uit het Krijt (het Campanien).
Deze kalksteenlaag is vernoemd naar Raren.

## Stratigrafie
Normaal gesproken ligt het Zand van Raren boven op het oudere Zand van Hauset (uit de Formatie van Aken) en onder het jongere Zand van Cottessen (ook uit de Formatie van Vaals). Tussen de zandlagen Cottessen en Raren bevindt zich de Horizont van Cottessen. Tussen de zandlagen Raren en Hauset bevindt zich de Horizont van Raren.

## Zand
De typelocatie van het Zand van Raren is de weginsnijding aan de Burgstraße (voormalige Sandbergweg) bij het Vaalserquartier.